# Morane
Morane és un atol situat a l'extrem sud de les Tuamotu, a 110 km a l'oest de Mangareva. Administrativament depèn de la comuna de les Gambier.

## Geografia
Està format per una llacuna tancada, d'11 km², i tres illots amb cocoters i pandanàcies amb una superfície de 2 km². És deshabitat i visitat ocasionalment per les plantacions de cocoters.

## Història
Va ser descobert, el 1822, pel capità nord-americà Nathaniel Cary del balener Gideon Barstow i el va anomenar Barstow's Island. Històricament també s'ha anomenat Cadmus.